# Господство на море
Господство на море — решающее превосходство одной из сторон на морском (океанском) театре военных действий (ТВД). 

## Определение
Теоретики морской мощи определяют господство на море как свободу пользования морем и воспрещение пользования им для противника. 
Другие источники дают более узкое определение: решающее превосходство одной из сторон на ТВД в море или океане (возможно, в его части), которое создаёт военно-морским силам условия, помогающие выполнить поставленные стратегические, оперативные и боевые задачи. Однако тактика отводит такое определение поддержанию благоприятного оперативного режима.
По современным представлениям, для достижения господства на море необходимо: 
- уничтожить основные группировки военно-морского флота (военно-морских сил) противника в зоне театра военных действий [6];
- разрушить пункты базирования военно-морского флота (военно-морских сил) противника и центров их управления;
- не позволить противнику ввести в театр военных действий на море или океане дополнительные силы через проливы и узкости;
- уничтожить противолодочные рубежи;
- создать собственные противолодочные рубежи.

Достижению господства на море способствует завоевание господства в воздухе (предварительное или одновременное).
В зависимости от масштаба господство на море классифицируется как стратегическое или тактическое. Стратегическое господство на море достигается во всём морском или основной части океанского театра военных действий, а оперативное господство (превосходство) — в ограниченной зоне морского или океанского театра военных действий.

## История концепции
Альфред Тайер Мэхэн доказывал, что установление господства на море исторически было ключевой функцией военных флотов государств. На протяжении большей части истории ни одна страна не обладала постоянным глобальным господством на море. При этом утрата одним государством господства на море не вела к одновременному его установлению другим государство. 
После окончания «холодной войны» ВМС США достигли абсолютного превосходства над флотами других стран. В 1990-е годы в условиях неоспариваемого господства на море они могли действовать в непосредственной близости от берегов противника, не подвергая крупные ударные соединения особому риску. Вместе с тем, еще в самом начале 1990-х годов некоторые эксперты указывали на растущую угрозу, исходящую от развития и распространения морских оборонительных вооружений, таких как неатомные подводные лодки, минное вооружение и противокорабельные ракеты.
В XXI веке США стали стремительно терять свободу действий своих военно-морских сил в морях, примыкающих к территории КНР. По признанию одного из разработчиков нынешней военно-морской стратегии США профессора военно-морского колледжа Роберта Рабела, основным вызовом для ВМС США стало «появление у Китая мощной системы ограничения доступа, а также военно-морского флота, способного действовать за пределами территориальных вод КНР». Особенно болезненно в США было воспринято появление у КНР баллистической противокорабельной ракеты DF-21D, специально предназначенной для поражения авианосцев. 
В рамках соперничества в китайско-американских отношениях друг другу противостоят китайская концепция «активной оффшорной обороны» («системы ограничения доступа») и американская концепция «войны на море и в воздухе» (en:AirSea Battle), предполагающая интеграция возможностей США на море, в воздухе, в космосе и в киберпространстве, для того чтобы гарантировать себе свободу ведения военных действий в любом районе мира, поддерживая собственное превосходство.